# المظلومة (فلم)
المظلومة فيلم دراما رومانسي مصري لعام 1950 للمخرج محمد عبد الجواد، الذي كتب القصة والسيناريو والحوار أيضا مع عبد العزيز أحمد. الفيلم من بطولة عقيلة راتب، وسراج منير، وكمال حسين، وتدور الأحداث حول الخادمة هند التي تحمل من مخدومها، ويوافق زوج صديقتها على تَبَنّي الطفل، وتعمل هند كمطربة، وتتعرَّف على أحد الأثرياء الذي يعرض عليها الزواج.
صدر الفيلم إلى دور العرض المصرية في 6 فبراير 1950.
منح موقع قاعدة بيانات السينما العربية «السينما.كوم» الفيلم درجة 5.9/ 10.

## طاقم التمثيل
عقيلة راتب: في دور هند.
سراج منير: في دور شوقي بك.
زوزو نبيل: في دور عائشة.
زوزو محمد: في دور فوفو.
كمال حسين: في دور كمال.
عبد العزيز أحمد: في دور مرسي المحلاوي.
حسن البارودي: في دور الخواجة.
عبد الغني النجدي: في دور فهلوي.
بالاشتراك مع: فردوس محمد – عفاف شاكر – يحي نجاتي – عبد القادر المسيري – فيكتوريا حبيقة – عبد الحميد زكي – رجاء محمد – أحمد عامر – حسين عيسى – إبراهيم حشمت – فؤاد كامل – محمد صبيح – محسن حسنين.

## عن طاقم التمثيل
سراج منير (1904 – 1957) عرف عن سراج منير ثقافته العالية وإدمانه القراءة، وكان من أكثر الفنانين إلماماً بقواعدِ اللغة وأصولِ النحو والصرف، وكان ممن لا يُخطئون في لفظ أدوارهم، خصوصاً في المسرحيات المكتوبة بالعربية الفصحى، وكان الممثلون والممثلات يلجؤون إليه لضبط أواخر الكلمات في أدوارهم.
عقيلة راتب (1916- 1992) اسمها الحقيقة كاملة محمد كامل، من أسرة أرستقراطية، وكان والدها دبلوماسى، وأول مصرى يعمل بقلم الترجمة في وزارة الخارجية حيث كان يتقن 7 لغات. ظهرت مواهبها الفنية في سن مبكرة، وبدأت التمثيل في سن 14 رغماً عن أسرتها. قدمت العديد من الاستعراضات والمونولوجات والاوبريتات. تغني بصوتها أغنيتين في فيلم «المظلومة».
كمال حسين (1927 – 1993) تخرج ضمن أول دفعة المعهد العالي للفنون المسرحية عام 1947، وفيلم «المظلومة» هو رابع فيلم يشترك فيه، ومن أبرز أعماله دوره في فيلم «بداية ونهاية».
زوزو محمد (1924 – 1960) هي من أسرة فقيرة، بدأت حياتها كراقصة وانضمت إلى أغلب فرق الرقص، ثم قامت بفتح ملاهي ليلية في محافظات مختلفة في مصر، لتصبح من أغنى الفنانات في هذا الوقت. تزوجت في عام 1954 من مساعد المخرج محمد الجداوي، واستمر الزواج 6 سنوات ثم حدث الطلاق، وسافرت للعمل في الأردن، واستمرت لعامين حتى أصبحت من أشهر الراقصات في الدول العربية وماتت رمياً برصاص طليقها في الأردن عن عمر يناهز 36 سنة.
يحيى نجاتي (1908 – 1960) يتذكره المشاهد في فيلم نجيب الريحاني «سلامة في خير» عام 1937 وهو يقوم بدور الرجل الأكول الذي يتحدث في هاتف محل الحلاقة لمدة طويلة، مانعا سلامة (نجيب الريحاني) من استخدام الهاتف لإجراء اتصال هام، فيضيق الريحاني ذرعًا من الانتظار ويقرر أن يحلق ذقنه ريثما ينتهي الأكول من مكالمته. تخلى يحيى عن وظيفته الحكومية ليعمل بالتمثيل، وكان رصيده 19 فيلماً، وكان آخر أفلامه هو «المظلومة» في دور موظف نمام في شركة شوقي بيه (سراج منير).

## أغاني الفيلم
كتب الكلمات الشاعر الغنائي محمد علي أحمد، وحسن توفيق، ووضع الألحان علي فراج، وإبراهيم حسين، والأداء كان بصوت حورية حسن، وعقيلة راتب:
يا زاينة حمامك (غناء حورية حسن).
عين الحسود فيها عود (غناء حورية حسن).
أغنية البحارة (أداء عقيلة راتب).
أغنية هيلا هيلا (أداء عقيلة راتب).

## أحداث الفيلم
تبدأ الأحداث والخادمة هند (عقيلة راتب) تهرع إلى مخدومها وحبيبها شوقي بك (سراج منير) في ليلة زفافها على أحد القرويين، وتطلب منه أن يتزوجها بعدما حملت منه، وتخشى فضيحتها أمام عريسها، وأسرتها. يرفض شوقي أن يتزوجها، وهو أبن الأثرياء ويخشى حرمانه من ميراثه، ولا تستطيع هند مواجهة أهلها بخطيئتها فتهرب، ولا تجد سبيلها إلا في صديقتها عائشة (زوزو نبيل)، تذهب إليها وهناك يوافق زوج عائشة، مرسي المحلاوي (عبد العزيز أحمد)، أن يتبنى طلفها، تلد هند طفلًا تطلق عليه اسم كمال (كمال حسين). تضطر هند للعمل كمطربة في إحدى الصالات لتعول نفسها وطفلها، أثناء عملها يعرض عليها أحد الأثرياء الزواج وأن تترك عملها وأن يهيء لها حياة شريفة وسعيدة في نفس الوقت، وأن وراء اختيارها كزوجة أنه يرى فيها صورة ابنته التي فقدها، تمر السنوات ويكبر كمال الذي يعتقد أن هند خالته، وليست أمه، وبعد فترة يلتحق كمال بالجامعة ويتقابل مع سامية زميلته في الكلية، تتطور علاقتهما إلى حب، وفجأة يكتشف كمال حقيقة هند مما يجعله يشك في سلوكها وأخلاقها، ويثور كمال عليها. تتوسط سامية لدى خالها الباشا لكي يعمل كمال في إحدى شركاته، ويتضح أن خال سامية ليس إلا شوقي الذي حملت منه هند، إلا أنه يرفض زواج كمال من سامية، وتذهب هند لمقابلة الباشا وتفاجأ أنه شوقي فتخبره بالحقيقة وأن كمال هو ابنه التي حملت به وهربت من أجله من أسرتها، يعترف شوقي بابنه كمال، ثم يوافق على زواج كمال وسامية.

## مصدر الفيلم
الفيلم مأخوذ من مسرحية الأديب أوسكار وايلد (1856 – 1900)، المؤلف المسرحي والروائي والشاعر الإيرلندي، المسرحية ذات الأربع فصول امرأة بلا أهمية التي عرضت في 19 أبريل 1893 على مسرح هايماركت في لندن، وترجمت وطبعت في مصر تحت إشراف الإدارة العامة للثقافة التابعة لوزارة التربية والتعليم في العهد الناصري. تقع أحداث المسرحية خلال أربع وعشرين ساعة، وهي تطبيق واقعي لنظريات أرسطو التقليدية في زمن المسرحية ومكانها. يعرض وايلد لنا في المسرحية مجتمعين متناقضين: مجتمع فاسد سطحي، ومجتمع عاقل متزن يعارض المجتمع الأول.

## استقبال الفيلم
كتب محمود قاسم من صحيفة الشروق: «فيلم» المظلومة«هو واحد من الأفلام التي ظُلمت في السينما المصرية، رغم أن موضوعه لديه أفضلية لدى صناع الأفلام في بلادنا. المتابع لمسرحيات أوسكار وايلد يلاحظ أنها جميعا تدور في المحيط الأسري... في مسرحية أوسكار وايلد» امراة بلا أهمية«فإن الابن كمال تمت تربيته بين أبوين آخرين، دون أن يعرف الحقيقة، وضحت الأم بسمعتها وهي تعترف لعشيقها القديم شاكر بك أن الموظف الذي طرده هو ابنهما معا... إن الأشخاص موجودون داخل جدران البيوت التي يعيشون فيها... قد ينتابك الإحساس أنك تشاهد مسرحية، بسبب الحوارات الطويلة في أماكن ضيقة كالبيوت، ومكتب شاكر بك... ويحاول الفيلم عدم لمس شرف المرأة التي ستظل محتفظة بعفتها... فرصة الممثلة عفاف شاكر (شقيقة شادية) في أحد أطول أدوارها لتتحقق من ملامحها... يجب ألا يفوتنا أنه في تلك الفترة من الزمن كانت السينما تمنح فرص البطولة لشباب من الوجوه الجديدة... هناك فرصة للبطولة منحت إلى كمال حسين... لواحد من تلاميذ زكى طليمات، هو الممثل الذي لم يستمتع بهذا الشرف مجدداً في حياته».

## روابط خارجية
- المظلومة على موقع IMDb (الإنجليزية)
- المظلومة على موقع الدهليز
- المظلومة على موقع قاعدة بيانات الأفلام العربية